# Dionísio Cerqueira
Dionísio Cerqueira är en kommun i Brasilien.   Den ligger i delstaten Santa Catarina, i den södra delen av landet, 1 300 km sydväst om huvudstaden Brasília. Antalet invånare är 14 801.
Omgivningarna runt Dionísio Cerqueira är en mosaik av jordbruksmark och naturlig växtlighet. Runt Dionísio Cerqueira är det glesbefolkat, med 18 invånare per kvadratkilometer.